# Max Fleiuss
Max Fleiuss, (Rio de Janeiro, 2 de outubro de 1868 — 31 de janeiro de 1943), foi um jornalista, escritor, historiador, professor, diplomado em direito, secretário perpétuo do Instituto Histórico e Geográfico Brasileiro (IHGB) e memorialista. Era filho de Henrique Fleiuss.

## Biografia
Filho do famoso pintor e caricaturista Henrique Fleiuss, Max Fleiuss ficou mais conhecido como importante historiador, embora tenha publicado crônicas, um romance naturalista, Femina, com o pseudônimo de Rodrigues d'Almeida, não mais encontrado, e que necessita de urgente reedição, além de críticas de teor literário.
Foi amigo de vários conhecidos literatas, como Raul Pompeia e Francisca Júlia. Foi oficial da diretoria geral dos Correios, redator de debates do Senado Federal (1896-1898), colaborador do Comércio de São Paulo e diretor da revista Semana (1893-1895), do Século XX e da Renascença (1904). Doutor Honoris Causa da Universidade de La Plata (1924) e membro das Academias de História de Portugal, Cuba, Munique, Madri e Argentina.
Membro ainda das Sociedades de Geografia do Rio de Janeiro (1889) e de Lima (1939) e dos Institutos Históricos de todos os estados brasileiros. Sócio grande-benemérito e secretário perpétuo do Instituto Histórico e Geográfico Brasileiro. Usou os pseudônimos de Adin, Chrispim Faz Tudo, Frederico Martins, Rodrigues d'Almeida, Tácito e Terêncio.
É nome de rua e de escola na cidade do Rio de Janeiro.

## Obras
- A Semana (1915)
- Femina (1896)
- Páginas Brasileiras (1919)
- A Batalha do Passo do Rosário (1923)
- Apostilas de História do Brasil (1933)
- Dom Pedro Segundo (1940)
- Recordando (Casos e Perfis) (1941)
- Formação da Pátria (1943)